# Iguatemi (Maringá)
Iguatemi é um distrito do município brasileiro de Maringá, no estado do Paraná.